# Aparato respiratorio (insectos)
El aparato respiratorio de los insectos introduce gases respiratorios dentro del organismo y realiza el intercambio de gases. El aire entra por una serie de aberturas externas llamadas espiráculos que llevan a una red de tubos llamados tráqueas. Estas tráqueas se ramifican repetidamente hasta llegar a las traqueolas. Estos son fondos de saco de menos de un micrómetro (0,2 a 0,5 μm) de diámetro.
En muchos insectos pequeños el movimiento de gases en esta red de tráqueas se realiza en forma pasiva. Pero en muchos otros insectos los espiráculos tienen válvulas musculares. Además pueden usar contracciones musculares del abdomen en combinación con la acción de las válvulas de los espiráculos para efectuar un movimiento circular del aire y para reducir la pérdida de agua.
Algunos modelos recientes describen en forma computacional y analítica el mecanismo respiratorio cíclico y el intercambio de gases.
El aparato respiratorio de insectos transporta oxígeno directamente a las células y recoge su producto de desecho (CO2) para llevarlo al exterior. A diferencia de los vertebrados, el aparato circulatorio no transporta estos gases y no toma parte en la respiración de los tejidos.

## Estructura de los espiráculos

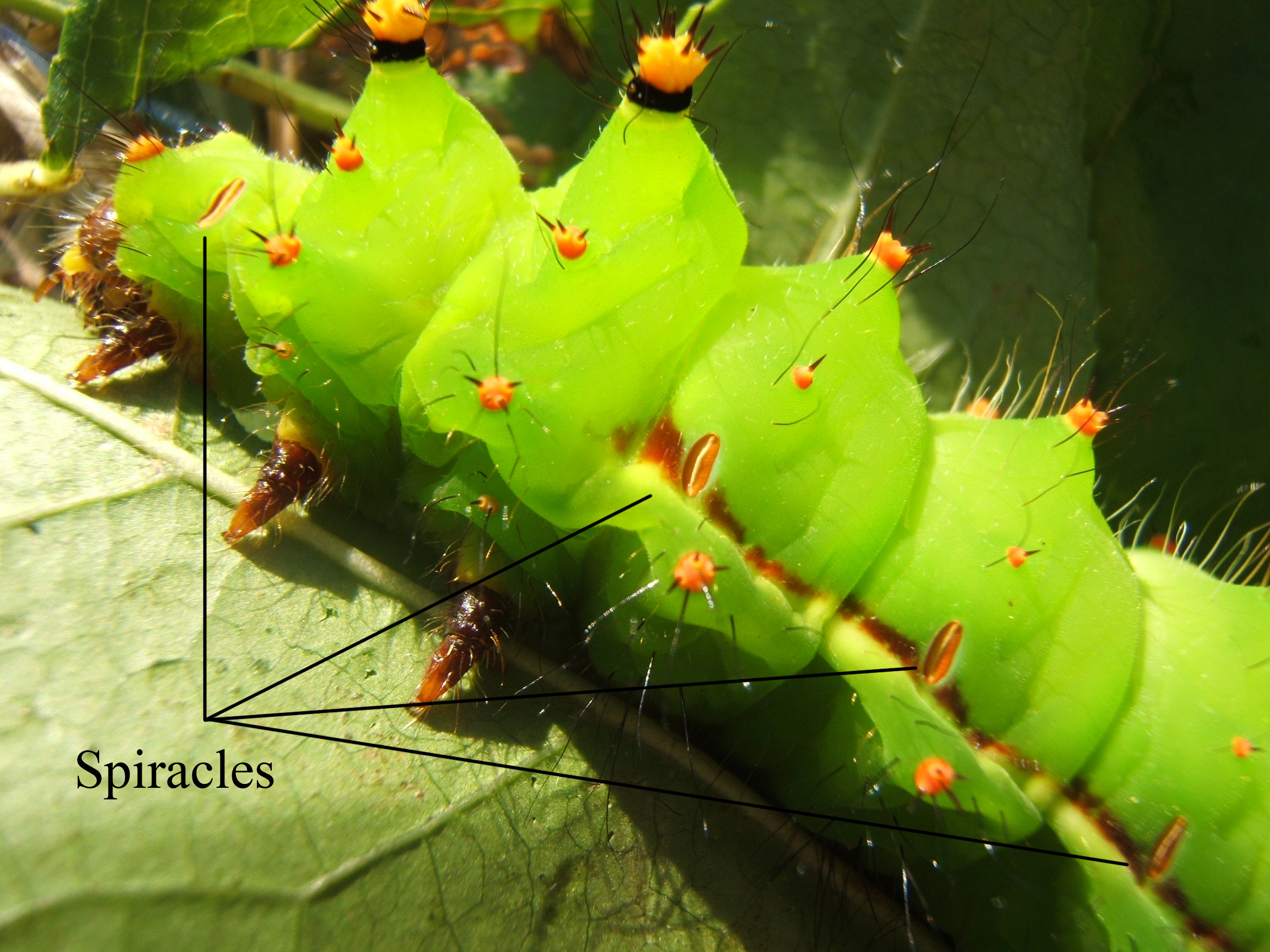
Espiráculos de Actias selene

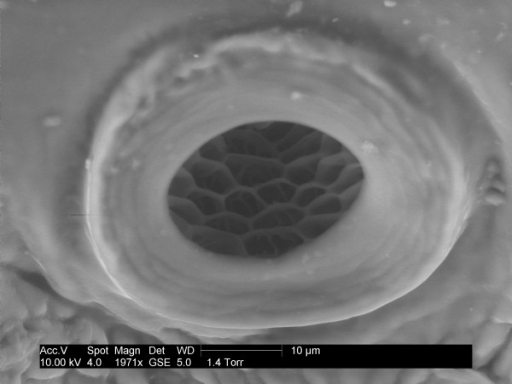
Micrografía electrónica de la válvula de un espiráculo de Pediculus capitis

Los insectos tiene espiráculos en su exoesqueleto que permiten la entrada del aire a las tráqueas. Los espiráculos se pueden abrir y cerrar para regular el intercambio de gases y reducir la pérdida de agua. El espiráculo permanece abierto cuando los músculos que lo rodean están relajados y se cierra cuando estos músculos se contraen . Esta acción es coordinada por el sistema nervioso central, pero también responde a estímulos químicos locales. Los espiráculos pueden estar rodeados de vellosidades que reducen el movimiento del aire y así disminuyen la pérdida de agua.

## Estructura de las tráqueas

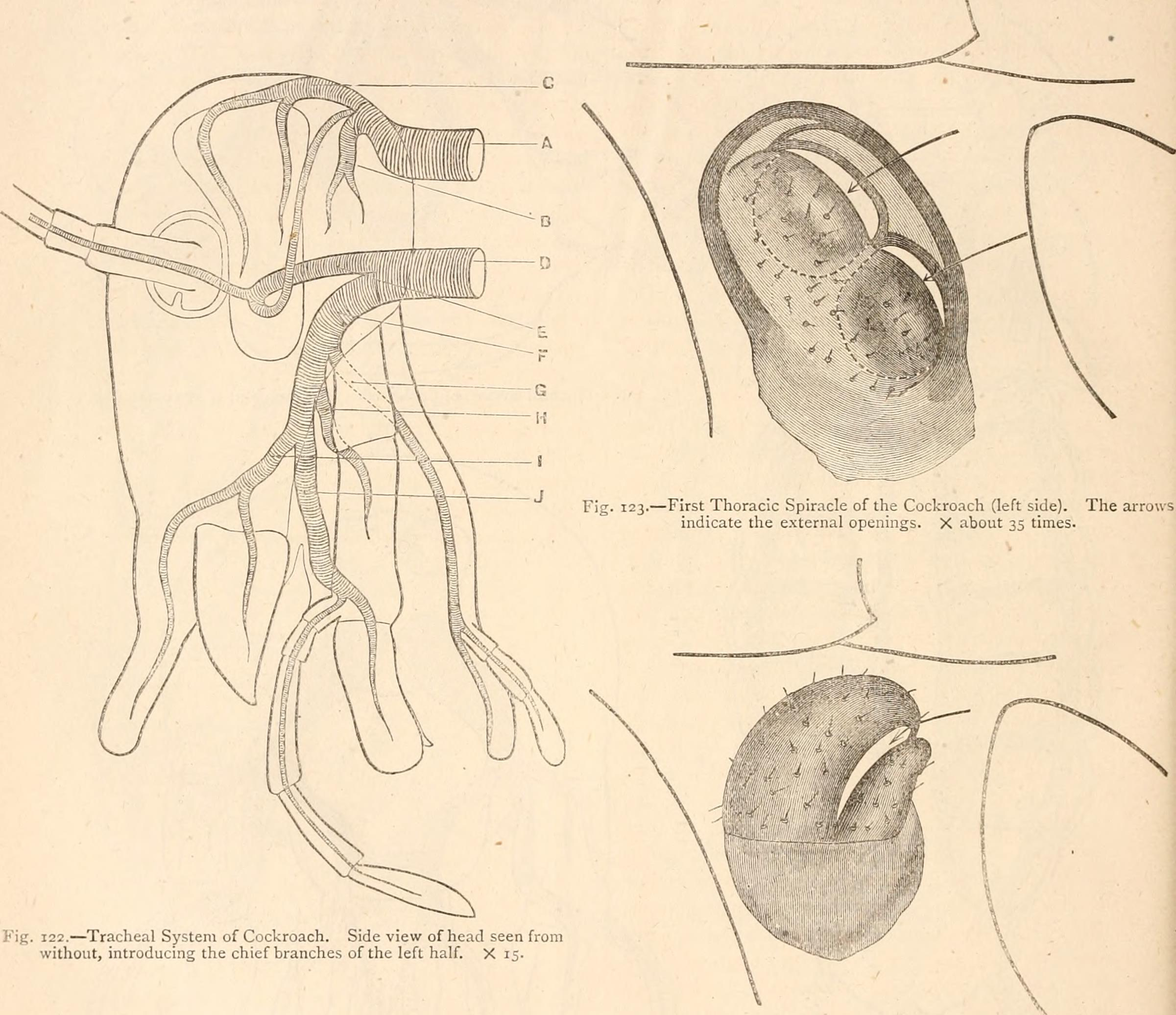
Sistema traqueal y espiráculos de una cucaracha

Después de pasar por los espiráculos, el aire entra en los troncos traqueales, que se subdividen repetidamente en tráqueas de menor diámetro hasta llegar a todas las partes del cuerpo. Al final de cada tráquea están las traqueolas que son unicelulares y que proporcionan una interfase fina y húmeda que sirve para el intercambio de gases entre el aire exterior y la célula viviente. El oxígeno de los tubos traqueales se disuelve en el líquido de la traqueola y de allí se difunde al citoplasma de la célula adyacente. Al mismo tiempo el dióxido de carbono, producido como desecho, resultado de la respiración celular, se difunde fuera de la célula y eventualmente fuera del cuerpo por el sistema traqueal.
Cada tubo traqueal se desarrolla de una invaginación del ectodermo durante el estado embrionario. Está reforzado por una cutícula como un alambre (tenidia) que se enrosca en espiral a través de la pared membranosa de la tráquea. Este diseño Similar al de una manguera) da a las tráqueas elasticidad para doblarse y estirarse sin formar nudos que interfieran con la circulación de gases. 
Algunas partes del sistema carecen de tenidias. Esto les permite formar sacos de aire, con forma de globos que pueden almacenar aire o desinflarse para ocupar menos espacio. En ambientes secos este reservorio temporario de aire le permite al insecto ahorrar agua cerrando los espiráculos al cerrar los espiráculos durante períodos de alta evaporación. Los insectos acuáticos consumen el aire almacenado en estos reservorios mientras permanecen bajo el agua. Durante una muda estos sacos se llenan de aire cuando el insecto sale del viejo exoesqueleto y así el nuevo exoesqueleto tiene mayor tamaño que permite el crecimiento de la larva en su nuevo estadio.
Los insectos pequeños dependen casi exclusivamente de difusión pasiva y actividad física para el movimiento de gases en el sistema traqueal. Los insectos de mayor tamaño requieren una ventilación activa especialmente cuando despliegan mayor actividad o se encuentran bajo estrés del calor. Esto es posible por medio de la apertura de unos u otros espiráculos que expanden alternativamente mientras los movimientos musculares alternan entre contracción y expansión. Estos movimientos de pulsaciones empujan el aire de un extremo a otro del cuerpo a través de las tráqueas longitudinales. Si bien estas actividades mueven el aire de un extremo del cuerpo a otro, la difusión sigue siendo importante para hacer llegar el aire a cada célula por medio de las tráqueas de menor tamaño. En efecto, la tasa de difusión de gases es considerada como uno de los principales factores limitantes (junto con el peso del esqueleto) que impiden que los insectos obtengan mayor tamaño. Sin embargo durante el Carbonífero existían insectos de gran tamaño como Meganeura, como también algunos arácnidos enormes. Esto se explica por el nivel de oxígeno del aire que era mucho más elevado que el actual.

## Respiración en insectos acuáticos

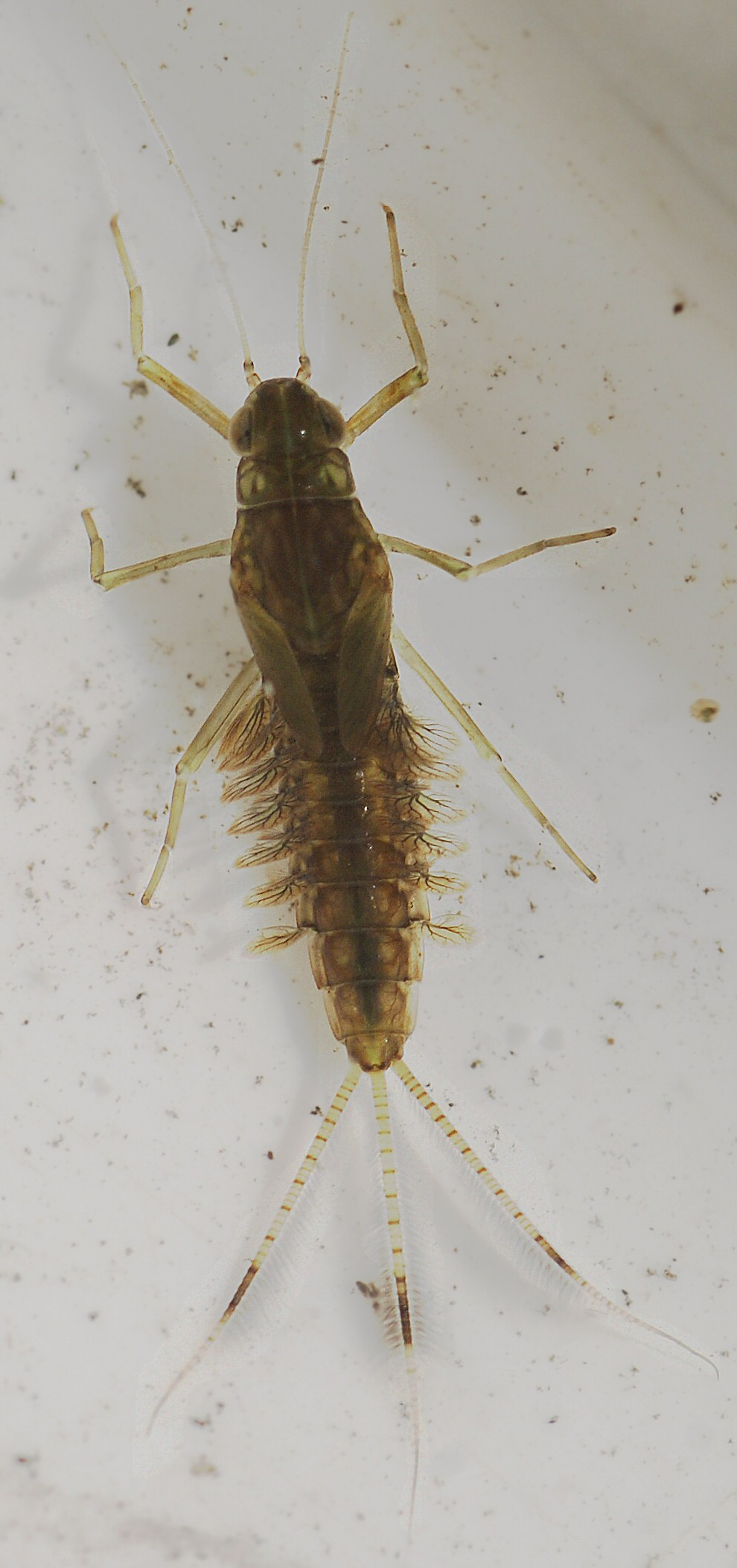
Pares de branquias abdominales de Ephemeroptera

El sistema traqueal no funciona bajo el agua, por lo tanto, los insectos acuáticos necesitan otros órganos respiratorios. Diversas adaptaciones sirven esta función.
Respiración cuticular. Los insectos acuáticos pequeños pueden obtener todo el oxígeno necesario a través de su fina cutícula permeable a los gases.
Branquias. Otros insectos acuáticos utilizan branquias que crecen de las tráqueas. Las larvas de efímeras y libélulas tienen branquias, si bien los adultos son terrestres y poseen el sistema traqueal típico de la mayoría de los insectos.
Tubos respiratorios. Las larvas de mosquitos tienen tubos que llegan a la superficie del agua y así obtienen oxígeno del aire. Las larvas de moscas Eristalis también usan tubos respiratorios que les dan la apariencia de ratones con cola y así se las llama en algunas partes ("rat tailed maggots").
Burbujas de aire. Algunos insectos semiacuáticos atrapan una burbuja de aire cuando visitan la superficie del agua. Esto les proporciona oxígeno por un corto período de tiempo y tienen que volver periódicamente en busca de más aire.
Plastrón. Un conjunto de cerdas o setas hidrofóbicas muy densas que atrapan aire contra el cuerpo.
Hemoglobina. La hemoglobina es un pigmento respiratorio presente en la sangre de los vertebrados. La mayoría de los insectos tienen hemolinfa, carente de hemoglobina, en vez de sangre. Sin embargo, unas pocas larvas acuáticas tienen hemoglobina. Las más notable son las larvas de mosquitas Chironomidae.

## Enlaces
- Respiración en Insectos
- Definición de respiración traqueal
- Respiratory System (Insects) en inglés)

- Datos: Q3427754
- Multimedia: Spiracle (insects) / Q3427754